# Benedicto Caldarella
Benedicto Caldarella (Buenos Aires, 1 de septiembre de 1940), también conocido como Chiche Caldarella, es un expiloto de motociclismo argentino, que compitió en algunas carreras del Campeonato del Mundo de Motociclismo entre 1961 y 1964. Fue el segundo piloto argentino de la historia (después de Jorge Kissling) en conseguir una victoria en un Gran Premio del Mundial de motociclismo.

## Biografía
Benedicto Caldarella, hijo de padre italiano y madre argentina. Su padre con su hermana, vinieron desde la isla de Sicilia en la Primera Guerra Mundial, venían de la zona a los pies del Etna. Su hermano Aldo y él estuvieron influidos por la pasión por la motos de su padre Salvador. Benedicto debutó y ganó a los 15 años con una Gilera 150 cc. En 1959, consiguió ser subcampeón de Argentina y, un año después, se proclamó campeón nacional con nueve victorias sobre doce carreras. Ese mismo año, habiendo ganado las 100 Millas de Valparaíso, fue subcampeón de Sudamérica.
Caldarella tuvo su oportunidad mundialista en el Gran Premio de Argentina de 1961 de 250cc. En esta carrera, casi ningún piloto privado del mundial pudo viajar ya que el desplazamiento a Sudamérica era demasiado caro. Los equipos de fábrica también se ausentaron, con la excepción de Honda, que envió una delegación, principalmente en apoyo de Tom Phillis, quien aún podía convertirse en campeón mundial en la clase de 125cc. Caldarella obtuvo un Honda RC 162 de fábrica para la carrera de 250cc pero se tuvo que retirar.
En la temporada de 1962, pilotó como privado con un Matchless G50 en el Gran Premio de Argentina de 500cc. Los dos europeos que participaban (Arthur Wheeler y Bert Schneider) se retiraron, dejando solo a los sudamericanos en la lucha por la victoria. Benedicto Caldarella ganó este Gran Premio. En la temporada de 1963 terminó tercero en su Gran Premio de casa. También ese año se vuelve a alzar con el campeonato argentino de 500cc.
En 1964 recibió una Gilera 500 de cuatro cilindros de fábrica. Esa fue en realidad una máquina de 1957, que fue revivida en 1963 cuando Geoff Duke fundó "Scuderia Duke". Ese equipo corrió con estas viejas máquinas, que todavía eran rápidas pero no muy fiables. Cuando la Scuderia Duke se retiró, Caldarella adquirió una de estas máquinas, con la que también participó en carreras de Europa. En el Gran Premio de Estados Unidos, impresionó al seguir a Mike Hailwood durante mucho tiempo hasta que se rompió su caja de cambios mientras que en el Gran Premio de las Naciones hizo la vuelta más rápida en Monza y terminó segundo detrás del piloto de Hailwood.
Al finalizar su carrera de motociclismo, Caldarella hizo incursiones en el automovilismo. Corrió desde 1967 a 1971 en la Fórmula 2 en Europa, inicialmente con Carlos Reutemann en un Brabham patrocinado por el Automóvil Club Argentino.

## Resultados en el Campeonato del Mundo de Motociclismo
Sistema de puntuación desde 1950 hasta 1968:
| Posición | 1.º | 2.º | 3.º | 4.º | 5.º | 6.º |
| Puntos   | 8   | 6   | 4   | 3   | 2   | 1   |

(carreras en cursiva indica vuelta rápida)
| Año  | Clase | Equipo    | 1       | 2     | 3     | 4     | 5       | 6       | 7     | 8     | 9     | 10    | 11      | Pts. | Pos. |
| ---- | ----- | --------- | ------- | ----- | ----- | ----- | ------- | ------- | ----- | ----- | ----- | ----- | ------- | ---- | ---- |
| 1961 | 250cc | Honda     | ESP -   | GER - | FRA - | IOM - | NED -   | BEL -   | RDA - | ULS - | NAT - | SWE - | ARG Ret | 0    | -    |
| 1962 | 500cc | Matchless | ESP -   | FRA - | IOM - | NED - | BEL -   | GER -   | ULS - | RDA - | NAT - | FIN - | ARG 1   | 8    | 5.º  |
| 1963 | 500cc | Matchless |         |       | IOM - | NED - | BEL -   | ULS -   | RDA - | NAT - | FIN - | ARG 3 |         | 4    | 11.º |
| 1964 | 500cc | Gilera    | USA Ret |       |       | IOM - | NED Ret | BEL Ret | GER - | RDA - | ULS - | FIN - | NAT 2   | 6    | 9.º  |